# Reemtsma
Reemtsma Cigarettenfabriken GmbH est un producteur européen de tabac et de cigarettes. C'est une filiale d'Imperial Tobacco depuis son rachat par le groupe en 2002. Son siège social est à Hambourg.

## Histoire
La société est fondée en 1910 à Erfurt. En 1918, la production est automatisée. En 1921, elle met sur le marché la marque déposée « R6 ». En 1923, le site de production est déplacé à Hambourg-Altona (qui était alors Altona car la municipalité n'avait pas encore été absorbée par Hambourg) ; le siège social de la société y est toujours situé. Durant la période nazie, la société prospère malgré les actions anti-tabac du régime nazi. En 1937, Reemtsma possède 60 % du marché de la cigarette dans le pays. En 1939, Philipp F. Reemtsma est nommé chef de la Fachuntergruppe Zigarettenindustrie et devient ainsi un des principaux personnages de l'économie allemande (il est par ailleurs désigné Wehrwirtschaftsführer). L'entreprise connaît un fort essor à la sortie du régime nazi. En 1980, la société Tchibo (en) achète la majorité de Reemtsma. En 2002, cette dernière est entièrement vendue à Imperial Tobacco.